# Пасаж (архітектура)

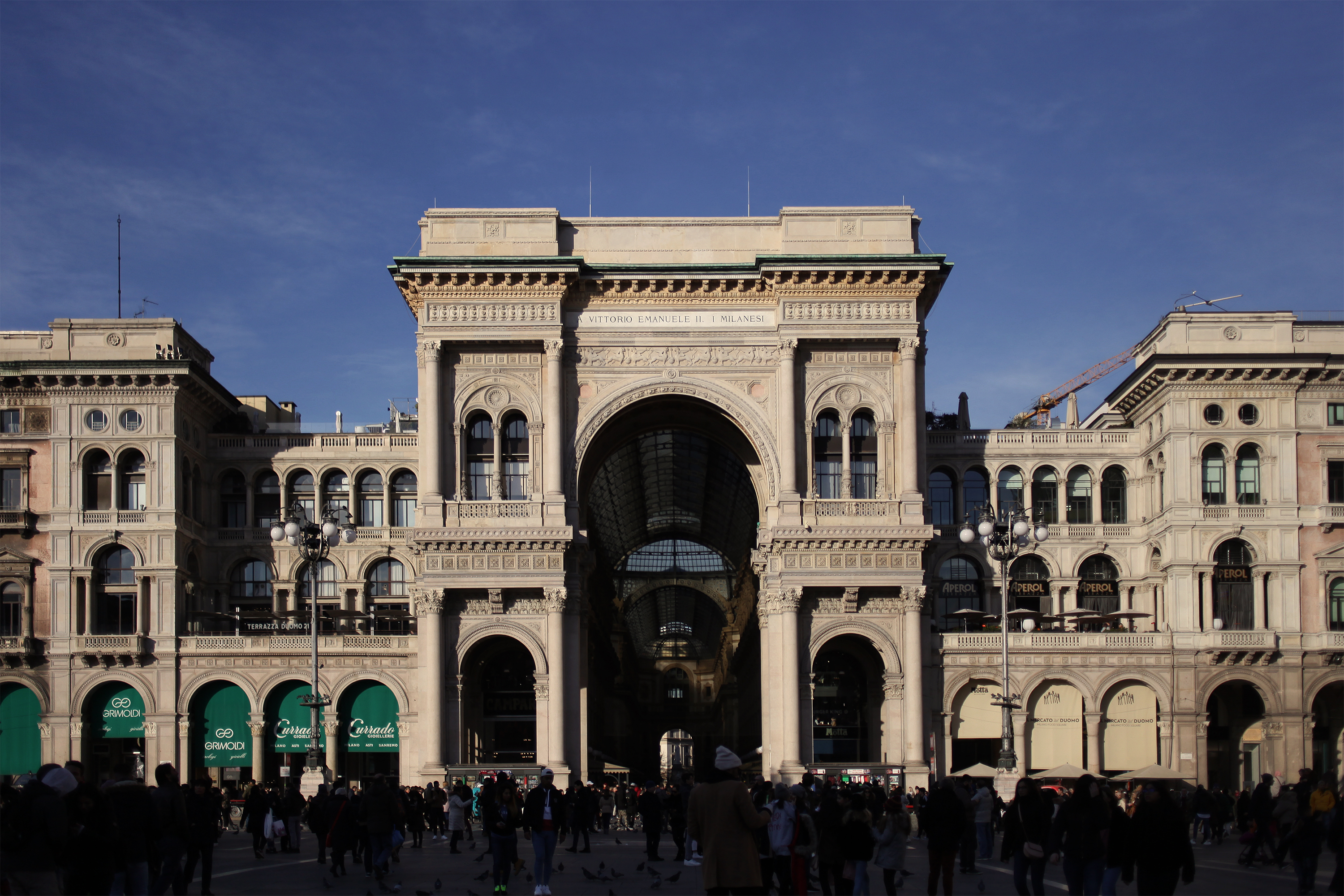
Галерея Віктора Емануїла II в Мілані. 1895

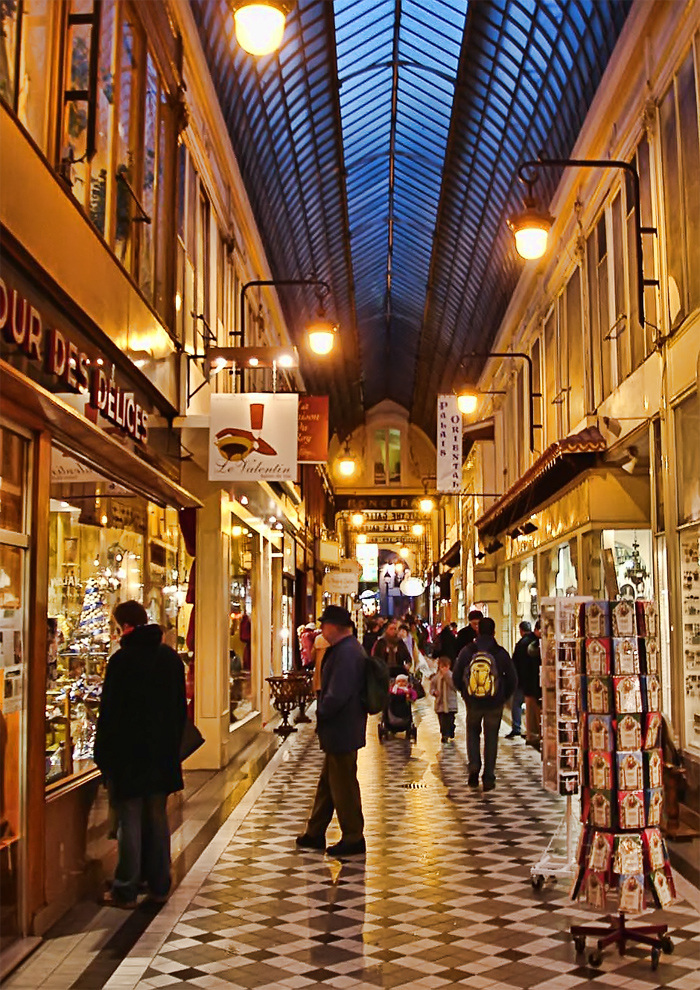
Пасаж Жуфруа в Парижі

Паса́ж (від фр. passage — «прохід») — перехід на рівні хідника́ через будівельний комплекс або блок будинків, у яких розміщені крамниці, накритий дахом, часто зі скла. За приклад може служити так звана галерея Віктора Емануїла II, побудована в Мілані у 1865—1877 роках.
Такий елемент забудови в місті з'явився вперше в Парижі наприкінці XVIII століття в історичний період, що пов'язаний зі значним збільшенням кількості міського населення та одночасним розвитком перших процесів індустріалізації. Паризькі пасажі можна вважати першою формою критої комерційної галереї, яка виконувала функції демократичного простору (бо потенційно доступна для всіх) і водночас поєднувала комерційну функцію з розвагами, де були місця для відпочинку, бари та ресторани, театри, концертні зали.

## Історичні пасажі
- Пасаж Прадо[fr] (1785; 1925) — прохід у X окрузі Парижу, у Франції.
- Пасаж Мака-Віллакрос[ro] (1798; 1863) — критий прохід у Бухаресті.
- Галерея Вів'єн[fr] (1823) — критий прохід у ІІ окрузі Парижу, у Франції.

- Пасаж Жуфруа[fr] (1845) — прохід між бульваром Монмартр та вулицею Гранж-Бательєр[fr] в Парижі.
- Галерея Умберто I (1887—1891) — торгове́льна галерея в Неаполі.
- Пасаж в Одесі (1898—1899) — історична будівля Одеси, з магазинами, торговою галереєю, квартирами та готелем.
- Пасаж Миколяша (1898—1939) — наскрізний прохі́д, що існував у Львові між вулицями Коперника та Крутою (нині Миколи Вороного)[1].
- Пасаж Медлера[de] (1912—1914) — історичний торгово-виставковий комплекс в центрі німецького міста Лейпциг в федеральній землі Саксонія.
- Ітон центр[en] (1971) — торговий центр у центрі канадського міста Торонто.
- Палац Люцерна (1907—1921) — торгово-розважальний центр в Празі.